# Сударь
Су́дарь, суда́рыня — мужская и женская вежливая форма обращения к собеседнику, использовавшаяся в Российской империи и Российской республике.

## История
Произошло от слова государь или осударь путём отбрасывания первого слога. Термины использовались при обращении к одному лицу без фамилии или должности, например, «Извините, сударь». С фамилией или должностью чаще использовались термины господин и госпожа (в этимологии обычно исходной формой считается лат. hospes (род. падеж hospitis) «хозяин, предоставляющий гостеприимство»), то есть человек, не просто имеющий право высказывать своё мнение (судить) о вас, но и как-то могущий повлиять на вашу судьбу. При обращении к группе людей использовались термины дамы и господа, господа или дамы.
После Февральской буржуазно-демократической революции (переворота) общеупотребительным стало слово «гражданин», а после Октябрьской революции — «товарищ». Обращения «господин», «госпожа» и «дамы и господа» вернулись и являются официальными в современном российском деловом общении и документообороте, а «сударь» и «сударыня» почти не используются и считаются старомодными. Последние могут использоваться для стилизации «под старину». «Товарищ» используется и сейчас как официальное обращение в Вооружённых силах Российской Федерации, казачестве и в ряде левых и коммунистических организаций.
В переводе иностранной (особенно европейской) литературы для обращения используются те термины, которые приняты в данной стране, например: месье и мадемуазель; синьор/сеньор, сеньора, синьорина; мистер, мисс, миссис, сэр, мэм или мадам; герр, фрау, фройляйн; пан, пани, панна и так далее.